# Tōkai Sanshi
Tōkai Sanshi (東海散士, Tōkai Sanshi, « Vagabond de la mer de l'est ») ; 11 janvier 1853 - 25 septembre 1922), de son vrai nom Shiba Shirō, est un écrivain, activiste politique, et journaliste japonais de l'ère Meiji. En tant qu'écrivain, son l'œuvre la plus connue est Rencontres fortuites avec de belles femmes (佳人之奇遇, Kajin no Kigu) qui raconte l'histoire d'un homme japonais originaire d'Aizu qui rencontre sous le pseudonyme quasi-chinois de « Tōkai Sanshi », un Chinois, une Espagnole nommée Yolanda et une Irlandaise nommée Colleen. Il commence ce récit en 1885 et l'achève en 1897. Son frère est le général Shiba Gorō.

## Biographie

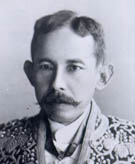

Né dans une famille samouraï, Shiba est le quatrième fils de Shiba Satazō. Il a 16 ans au moment où son domaine d'Aizu est attaqué par les forces impériales durant la guerre de Boshin de 1868-1869. Il combat ainsi du côté du shogunat Tokugawa. Pendant le siège du château d'Aizu, sa grand-mère, sa mère et deux sœurs se suicident pour que les hommes de la famille puissent se battre sans se préoccuper de leur sécurité. Le château d'Aizu est pris par les forces du nouveau gouvernement de Meiji et le domaine abandonne la lutte. Après une période passée en captivité, Shiba entre à la Toogijuku, une école privée d'Hirosaki qui forme le jeune homme pour travailler pour le gouvernement et attire beaucoup d'anciens samouraïs du domaine d'Aizu.
De 1879 à 1885, Shiba Shirō reçoit une aide financière de la famille Iwasaki pour poursuivre ses études aux États-Unis où il séjourne pendant sept ans, étudiant d'abord au Pacific Business College de San Francisco puis se rend à Boston où il étudie brièvement à l'université Harvard. Finalement, il se rend à Philadelphie et étudie à l'université de Pennsylvanie de 1881 à 1885, obtenant un diplôme en finance de l'école Wharton .
En 1885, peu après son retour au Japon, Shiba publie les deux premiers volumes de Rencontres fortuites avec de belles femmes. Quand la rébellion de Satsuma éclate en 1877, il est recruté par le gouvernement de Meiji en tant qu'officier temporaire. Son temps est de plus en plus occupé par le travail au service du gouvernement et dans les années suivantes par l'écriture de Rencontres fortuites avec de belles femmes, qui est publié en huit parties entre 1885 et 1897. Le livre reçoit un accueil enthousiasme et devient non seulement le roman politique le plus populaire durant l'ère Meiji mais continue également à inspirer les lecteurs des décennies après son écriture.
En 1891, Shiba est élu à l'assemblée nationale législative et sera réélu huit fois au même siège.

## Œuvre
| Titre (année de publication) | Titre en japonais (traduction en français)                                             | Notes                                    |
| ---------------------------- | -------------------------------------------------------------------------------------- | ---------------------------------------- |
| 東洋之佳人 (1888)            | Toyo no Kajin (« Beauté de l'Est »)                                                    |                                          |
| 埃及近世史 (1889)            | Ejiputo kindaishi (« Histoire contemporaine de l'Egypte »)                             |                                          |
| 佳人の奇遇 (1885–1897)       | Kajin no Kigū (« Rencontres fortuites avec de belles femmes »)                         |                                          |
| 広沢牧老人遺稿(1891)         | Hirozawa Makirojin Iko (« Notes d'un vieil homme fermier de Hirozawa »)                | Co-écrit avec Hirosawa Yosuto (広沢安任) |
| 日露戦争羽川六郎(1903)       | Nichirosenso Hanekawarokuro (« Guerre russo-japonaise : Le Sixième fils de Hanekawa ») |                                          |

## Idéologie
Shiba Shirō est un romancier politique dont la position peut être considérée comme nationaliste ( kokusuishugi, 国 粋主義). Le fait d'avoir grandi dans une famille samouraï et connu la destruction de son domaine est un élément essentiel de la formation de son idéologie politique.
Un aspect « éclairé » de la vision de Tōkai Sanshi réside dans sa compréhension des relations de pouvoir dans le monde et dans sa réfutation de la hiérarchie souvent évoquée entre les nations « civilisées » ou hégémoniques (Grande-Bretagne, France, et Russie) et des « sous-civilisées » (les nations dont l'indépendance est menacée ou privée par les nations impérialistes).
Parce qu'il a été témoin de la fidélité de son père Shiba Satazō au shogunat Tokugawa, Shiba Shirō prône une préservation des traditions japonaises et de l'économie nationale. Il soutient la création en 1891 de la Tobokyokai (東邦協会), une organisation réunissant des partisans de la doctrine du nanshin-ron (« expansion militaire vers le Sud »), du pan-asianisme, et de l'indépendance économique, et occupe des responsabilités dans la Rikkenkakushinto (立憲革新党) en 1984. Toutes deux sont actives dans le soutien d'une politique étrangère plus ferme contre l'occidentalisation du Japon.
Dans son roman Toyo no Bijin (東洋之佳人, « Beauté de l'Est », 1888), Shiba Shirō raconte l'histoire d'une belle Japonaise qui tombe amoureuse d'un playboy occidental qui la séduit avec de beaux vêtements et une cuisine exquise. La jeune fille n'est pas capable de résister à la tentation et se donne à l'homme occidental mais finit par contracter la syphilis et perd sa beauté. La belle fille est une représentation allégorique du Japon et les pays occidentaux sont symbolisés par le playboy, l'histoire traduit l'idée que l'occidentalisation n'est pas la solution, mais une crise pour le Japon de Meiji. Ce concept apparaît également dans son œuvre la plus connue Rencontres fortuites avec de belles femmes.
Mais ses idées sont également formées par son éducation occidentale et ses services militaires. Avec sa conscience de la complexité du monde, il ne préconise pas l'unicité japonaise, ni simplifie l'étranger comme une entité distincte. Il sympathise avec les nations contestées comme l'Irlande et la Hongrie, mais résiste à l'hégémonie des nations impérialistes.

## Rencontres fortuites avec de belles femmes(佳人之奇遇)
Rencontres fortuites avec de belles femmes (佳人之奇遇, Kajin no Kigu) est l'œuvre le plus célèbre de Tōkai Sanshi, sérialisée entre 1885 et 1897, elle est devenue l'un des romans politiques les plus populaires du Japon. Au début de l'ère Meiji, alors qu'une vague sans précédent d'influence occidentale pénètre au Japon, de nombreux Japonais prônent un changement politique et social :
La culture Meiji assiste à cette collision de l'ancienne tradition confucéenne avec l'esprit d'innovation de l'Ouest. Opprimés par l'ancienne organisation politique, beaucoup de gens aspirent à des objectifs qu'ils ne peuvent peut-être pas bien comprendre, mais qu'ils connaissent et désirent parce qu'ils les relient à la nouvelle et merveilleuse indépendance occidentale, à la liberté, à l'égalité de droit. Et c'est dans la société, la politique, la littérature et les beaux-arts occidentaux qu'ils voient la réalisation concrète de leurs idéaux. Ainsi, le premier mouvement littéraire que nous voyons sous Meiji, le précurseur des romans politiques, puis scientifiques et sociaux, est celui de la traduction des ouvrages anglais et français... Mais le plus important est peut-être la traduction de romans politiques tels que Coningsby de Benjamin Disraeli en 1884. Cet ouvrage montre une vie politique, économique et sociale qui était inconnue autant dans l'actualité que dans le monde littéraire au Japon.
Les romans de Disraeli inspirent le genre de politique-fiction dont le but est d'insinuer le mécontentement au Japon et dans la société japonaise en utilisant la littérature. Les romans politiques se déroulent « souvent dans des pays étrangers ou des temps anciens, avec un fond exotique et des personnages romantiques ou héroïques, et écrit dans un style mélodramatique et grandiloquent, ... [et] sont populaires parmi les jeunes ». Rencontres fortuites avec de belles femmes est écrit dans un style traditionnel japonais sinisé (kanbun, 漢文) et comprend des poèmes chinois kanshi. À cette époque de l'histoire japonaise, il y a peu de femmes qui peuvent lire en kanbun et ainsi les romans politiques s'adressent principalement aux intellectuels et aux étudiants.
L'histoire de Rencontres fortuites avec de belles femmes raconte les voyages de Tōkai Sanshi à travers plusieurs pays du monde, comme l'Amérique, l'Egypte, le Japon, la Chine et d'autres. Le récit commence à Philadelphie, où le protagoniste, tout en regardant la « cloche de la liberté » et la Déclaration d'indépendance, suit deux belles femmes, l'une d'Irlande et l'autre d'Espagne, dont les noms Kōren et Yûran, bien que définitivement chinois, peuvent être lus Colleen et Yolanda. Après avoir réfléchi sur les luttes patriotiques du peuple américain pendant la guerre d'indépendance et découvert le sort des Irlandais de la bouche de Colleen, Tōkai tombe amoureux d'elle et commence une série d'aventures internationales parfois avec elle et parfois sans. Au cours de ses voyages, il rencontre des révolutionnaires et des nationalistes de nombreux pays, ces rencontrent lui donnent le moyen de dénoncer l'oppression de nombreuses nations, mais aussi d'exprimer son mécontentement et ses critiques envers le Japon, en particulier en ce qui concerne les événements ayant mené à la restauration de Meiji. Horace Feldman commente la popularité de Rencontres fortuites avec de belles femmes à l'époque de sa publication: « Dans le style de la phrase, il est considéré par les Japonais comme le meilleur des romans politiques, peut-être parce qu'il se conforme aux anciennes traditions. Il est écrit dans un kanbun élégant et comprend des insertions de poèmes chinois. Apparemment, cela fait appel aux centres d'intérêts des étudiants à l'époque. Ils accueillent avec enthousiasme ce compromis entre un sujet occidental, d'une part, et le style chinois, d'autre part ». Rencontres fortuites avec de belles femmes, malgré ses sujets socialement évidents et politiquement progressistes, est écrit dans format très pré-moderne. En plus de son vocabulaire très sinisé, comme dans le gesaku et de littérature chinoise ancienne, il ne suit aucun récit réel et ressemble davantage à un « journal de voyage poétique » ou à une série d'épisodes d'aventures. Il a également été réalisé à l'origine avec l'aide et les commentaires de nombreux amis de Shiba Shirō, ce qui est peu perceptible dans les traductions anglaises et françaises. Cette pratique est courante dans la littérature pré-moderne chinoise et japonaise, tout comme la notion de l'auteur en tant que propriétaire unique d'un texte est moderne. Fait intéressant, Shiba Shirō s'est établi comme propriétaire de Rencontres fortuites avec de belles femmes d'une manière très moderne en portant plainte contre un homme appelé Hattori Bushō et son éditeur pour la publication d'un manuscrit qui a un récit similaire, bien que celui-ci soit écrit en hiragana et en kanji et non en kanbun. Il convient également de noter que Shiba n'a aucune rancœur avec une traduction chinoise non autorisée de son œuvre qui apparaît en Chine, bien que le traducteur ait apporté de sérieux changements à l'intrigue comme en supprimant les sections anti-manchou/pro-Han et semblait avoir une maîtrise limitée de la langue japonaise.